# Record de Tunisie du triple saut
Le record de Tunisie du triple saut est actuellement détenu par Mohamed Karim Sassi chez les hommes, avec 16,76 m, et par Monia Jelassi chez les femmes, avec 13,08 m.

## Hommes
| Athlète             | Performance | Club                    | Lieu    | Date           |
| Mohamed Karim Sassi | 16,76 m     | Athletic Club de Nabeul | Limoges | 8 juillet 1995 |

## Femmes
| Athlète       | Performance | Club                               | Lieu  | Date       |
| Monia Jelassi | 13,08 m     | Club sportif de la Garde nationale | Dakar | 6 mai 2000 |